# مارك لويس (لاعب كرة قدم أمريكية)
مارك لويس (بالإنجليزية: Mark Lewis)‏ هو لاعب كرة قدم أمريكية أمريكي، ولد في 25 مارس 1979 في ألتامونت سبرنغز في الولايات المتحدة.